# Elchingen
Elchingen est une commune allemande de l'arrondissement de Neu-Ulm, dans le district de Souabe, en Bavière. Elle abrite l'ancienne abbaye impériale d'Elchingen et est également connue pour avoir été le lieu de la bataille d'Elchingen, partie de la campagne d'Ulm, en 1805 ; son nom se trouve inscrit sur l'Arc de Triomphe à Paris.

## Géographie
La municipalité est située dans la région historique de Haute-Souabe sur le cours supérieur du Danube, à environ 7 km au nord-est d'Ulm et de Neu-Ulm. Elle a été créée le 1er mai 1978 par le regroupement de trois communes jusque-là indépendantes : Oberelchingen, Unterelchingen et Thalfingen.
Sur le territoire d'Elchingen se trouve l'échangeur autoroutier Kreuz Ulm/Elchingen, croisement des autoroutes A7 et A8.

## Histoire

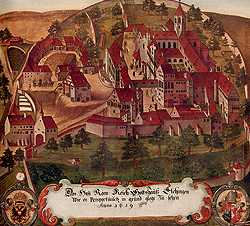
Vue de Elchingen en 1619.

L'abbaye d'Elchingen, un monastère bénédictin, a été fondée à Oberelchingen vers 1120 par Berthe von Boll, selon certaines sources une fille du duc Frédéric Ier de Souabe, et son mari le comte Albert. Le domaine d'Unterelchingen, par contre, a été acheté par l'abbaye cistercienne de Salem en 1294.
Au cours de la sécularisation des monastères en 1802 et le recès de la Diète d'Empire l'année suivante, le territoire fut rattaché à l'électorat de Bavière. Le 14 octobre 1805, les forces de Napoléon sous le commandement du maréchal Michel Ney ont defait une armée autrichienne dans la bataille d'Elchingen.
En 1808, Ney a été fait duc d'Elchingen.

## Monuments
- Porte de Ville
- Église abbatiale

L'abbaye bénédictine d'Elchingen a été fondée en 1120 par Berta von Boll et son époux Albert von Ravenstein. L'église abbatiale est de style baroque. Elle a été reconstruite après le grand incendie de 1773.

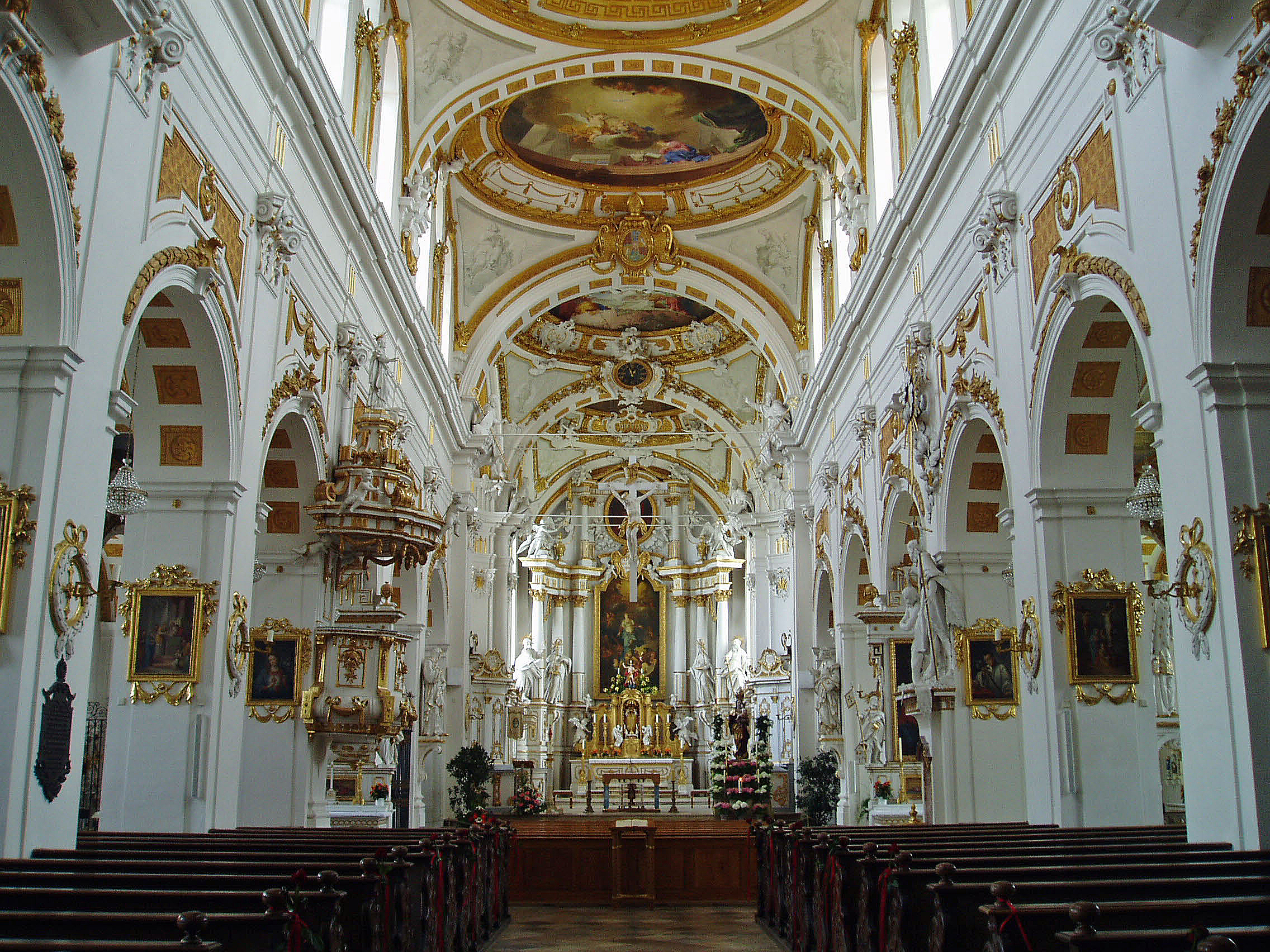
église abbatiale d'Elchingen.

## Personnalités
- Ambrosius Ehinger (1500?-1533), explorateur et conquistador, né à Thalfingen.